# Machuca
Machuca és una pel·lícula xilena escrita i dirigida per Andrés Wood i protagonitzada per Matías Quer (Gonzalo Infante), Manuela Martelli (Silvana), Ariel Mateluna (Pedro Machuca), i Ernesto Malbrán (pare McEnroe). Estrenada en 2004, va ser la primera pel·lícula xilena gravada en format de alta definició. Aquesta pel·lícula està basada en la novel·la Historia de un verdadero machuca, escrita por el poeta y novelista chileno Eledín Parraguez.

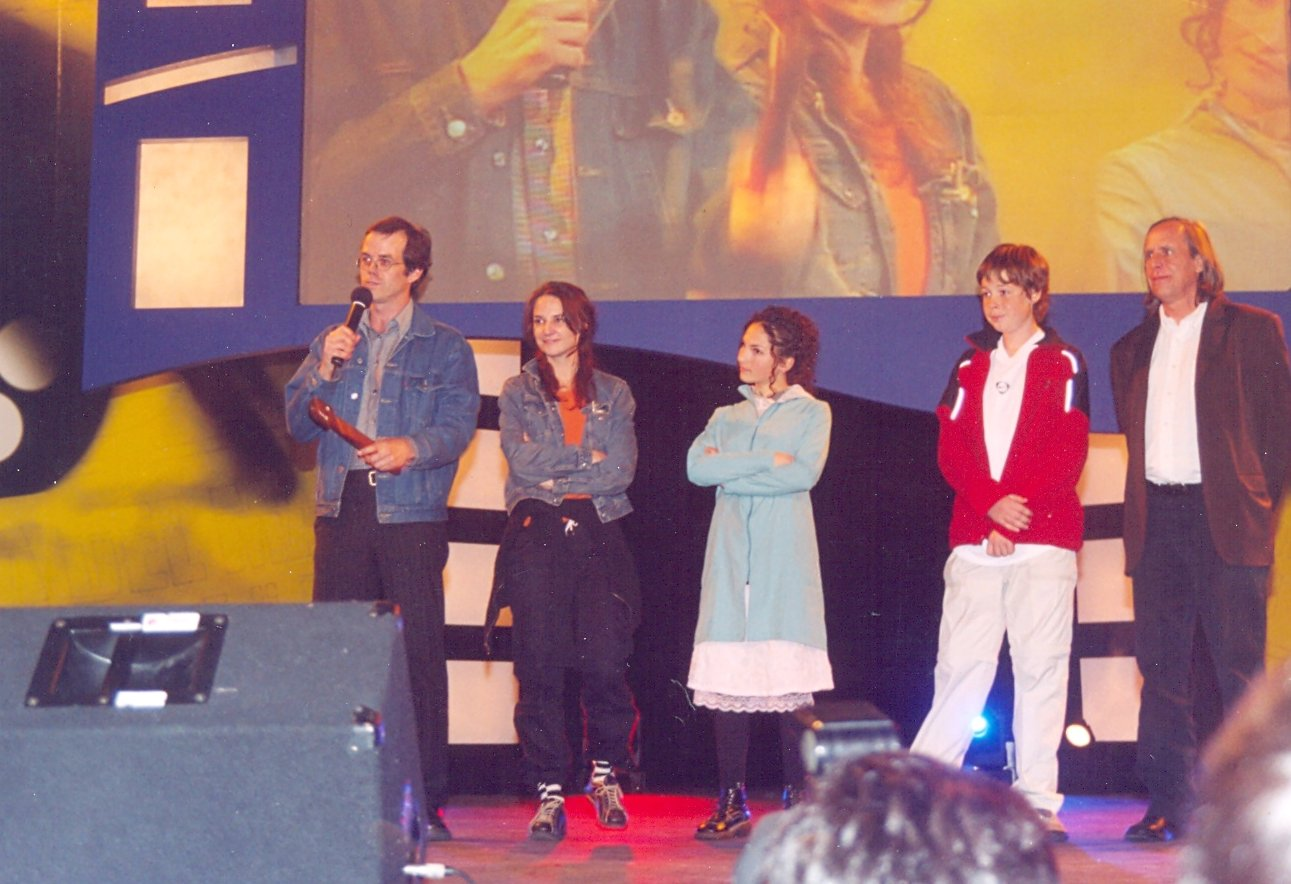
Andrés Wood, Aline Küpenheim i Manuela Martelli; a la presentació de la pel·lícula

La història transcorre en Santiago en 1973 en dies previs al cop militar, i té com a base un experiment real fet en l'època del govern socialista de Salvador Allende al Saint George's College (Saint Patrick's Collegeen la pel·lícula). Les escenes del col·legi van ser rodades al Campus Oriente de la Pontifícia Universitat Catòlica de Xile i a l'Internat Nacional Barros Arana.
La pel·lícula va ser seleccionada per a representar a Llatinoamèrica al 57è Festival Internacional de Cinema de Canes, on va rebre un esment especial. També fou nominada al Goya a la millor pel·lícula estrangera de parla hispana.

## Argument
Gonzalo Infante (Matías Quer), un nen d'onze anys, estudia al Saint Patrick's, un prestigiós col·legi religiós els estudiants del qual provenen de la classe mitjana alta de Santiago.
El director, el pare McEnroe (inspirat en el rector del Saint George Gerardo Whelan i interpretat per Ernesto Malbrán), porta a l'establiment a un nou grup de nens, tots ells de classe popular, amb la finalitat d'educar-los sense discriminació, en un intent de promoure el respecte mutu entre estudiants de diferents classes socials. Dins d'aquest grup es troba Pedro Machuca (Ariel Mateluna). Després d'alguns conflictes entre els nous companys de classe, neix l'amistat entre Gonzalo i Matxuca. Tots dos nens visiten els seus respectius habitatges en diferents ocasions, i coneixen a les seves famílies i les realitats internes que tots dos viuen. A casa de Pedro, Gonzalo coneix i s'enamora de Silvana, una adolescent veïna de Pedro. El trio viu diverses situacions dins de Santiago de Xile.
No obstant això, el clima polític present durant aquella època deteriora progressivament la seva amistat. El cop d'estat de l'11 de setembre de 1973, encapçalat pel general Augusto Pinochet per a enderrocar al govern d'Unidad Popular de Salvador Allende, interromp de sobte la relació d'aquests tres amics. La direcció del Saint Patrick passa a les mans de l'Exèrcit de Xile, amb el conseqüent acomiadament del Pare McEnroe, l'expulsió de diversos alumnes i la militarització del col·legi.

## Repartiment
- Ariel Mateluna com Pedro "Peter" Machuca.
- Manuela Martelli com Silvana.
- Matías Quer com Gonzalo Infante.
- Ernesto Malbrán com Padre McEnroe.
- Aline Küppenheim com María Luisa de Infante.
- Francisco Reyes com Patricio Infante.
- Federico Luppi com Roberto Ochagavía, amante d María Luisa de Infante.
- Luis Dubó com Ismael Machuca, captaire pare de Pedro.
- Tamara Acosta com Juana María, mare de Pedro.
- Alejandro Trejo com Guillermo "Willy", un comerciant ambulant, pare de Silvana.
- Andrea García-Huidobro com Isabel Infante, germana de Gonzalo.
- Tiago Correa com Pablo, el xicot d'Isabel.
- Gabriela Medina com Lucy.
- María Olga Matte com Miss Gilda.
- Pablo Krögh com Coronel Sotomayor.
- Aldo Parodi com Venedor de roba.
- Alejandro Goic Jerez com Apoderat #2.
- Francisca Imboden com María Ignacia, dona de la protesta.

## Crítica
La pel·lícula va rebre molt bones crítiques després de la seva estrena. El seu percentatge d'aprovació en el lloc Rotten Tomatoes és del 89%, i la seva mitjana és de 7,5/10.

## Premis
| Any  | Esdeveniment                                      | Premi o Categoria                                             | Resultat   |
| ---- | ------------------------------------------------- | ------------------------------------------------------------- | ---------- |
| 2006 | Political Film Society                            | Political Film Society Awards                                 | Guanyadora |
| 2005 | Festival de Cinema de l'Havana                    | Gran Premi Coral (Millor Fotografia)                          | Guanyadora |
| 2005 | Festival Internacional de Cinema Contemporani     | Premi Especial (Millor Pel·lícula Narrativa Llatinoamericana) | Guanyadora |
| 2005 | Festival de Cinema de Filadèlfia                  | Premi del Público (Millor Pel·lícula)                         | Guanyadora |
| 2004 | Festival de Cinema de Bogotà                      | Cercle d'Or Precolombí (Millor Pel·lícula)                    | Guanyadora |
| 2004 | Festival Internacional de Cinema de Flanders-Gant | Premi Georges Delerue (Millor banda sonora)                   | Guanyadora |
| 2004 | Festival de Cinema Llatinoamericà de Lima         | Primer Premi Elcine                                           | Guanyadora |
| 2004 | Festival Internacional de Cinema de Valdivia      | Millor Pel·lícula                                             | Guanyadora |
| 2004 | Festival Internacional de Cinema de Vancouver     | Pel·lícula Més Popular                                        | Guanyadora |
| 2004 | Festival Internacional de Cinema de Viña del Mar  | Gran Paoa (Millor Pel·lícula)                                 | Guanyadora |